# Heriaeus orientalis
Heriaeus orientalis (лат.) — вид пауков семейства Пауки-бокоходы (Thomisidae). Встречается в Европе (Греция, Украина, Турция). Длина тела самок от 6 до 8 мм (просома в длину 3 мм, ширина от 2,9 до 3 мм). Длина тела самцов от 4 до 5 мм (просома в длину 2 мм, ширина от 1,8 до 2 мм). Опистосома самок почти овальная, а не дилатационная. Эпигинум немного прикрыт капюшоном, незаметный, сильно склеротизированный. Протоки не свернуты. Опистосома самцов овальная, немного длиннее своей ширины. Пальпы очень короткие, вентральный апофизис с шипообразным выступом у основания. Эмболюс тонкий, без апикального склерита. Первые две пары ног развернуты передними поверхностями вверх, заметно длиннее ног третьей и четвёртой пар. Паутину не плетут, жертву ловят своими видоизменёнными передними ногами.